# Merkantylizm
Merkantylizm, ustrój merkantylny – system poglądów ekonomiczno-politycznych, który pojawił się we wczesnym okresie nowożytności, wywodzący się z bulionizmu – teorii mówiącej, że posiadanie metali szlachetnych w kraju równa się jego bogactwu.
Termin merkantylizm pojawił się w 1664 r. w książce O zasadach merkantylizmu Jeana Baptiste Colberta, a rozpropagowany został w 1776 r. przez słynnego ekonomistę Adama Smitha, który wywiódł go z łacińskiego słowa mercari, oznaczającego „handlować”, „prowadzić handel”, które z kolei pochodzi od słowa merx (dopełniacz mercis) oznaczającego „towar”. Początkowo używany był wyłącznie przez swoich krytyków, do których zaliczał się też Adam Smith.
Okres, gdy merkantylizm święcił największe triumfy, był epoką dominacji bogacącej się warstwy kupieckiej oraz silnej władzy państwa terytorialnie scentralizowanego. Był to system charakterystyczny głównie dla państw zachodnioeuropejskich, które posiadały dostęp do morza oraz silną flotę. Ostatnim merkantylistą brytyjskim był James Steuart (1712–1780).
W zależności od prowadzonej polityki wyróżnia się dwa zasadnicze okresy:
- merkantylizm wczesny, gdzie główny nacisk był położony na wzrost zasobów kruszców poprzez korzystny bilans wymiany handlowej,
- merkantylizm właściwy (rozwinięty), czyli okres charakterystyczny dla etapu produkcji manufakturowej.

## Założenia i praktyka merkantylizmu
Merkantyliści uważali, że:
- źródłem bogactwa pochodzącego z zagranicy jest rozwinięty eksport przewyższający import (dodatni bilans handlowy),
- kraje europejskie bezpośrednio ze sobą konkurują,
- kraj, który ma najwięcej bogactwa, wygrywa tę konkurencję,
- dobrobyt i siła są ze sobą ściśle połączone – siła narodowa w systemie międzynarodowym w dużej mierze wywodzi się z dobrobytu, dobrobyt jest niezbędny do kumulowania siły,
- kruszec złoty i srebrny jest synonimem bogactwa,
- jedne aktywności ekonomiczne są bardziej istotne od innych.

Głównym wnioskiem płynącym z tych reguł, które przez całe stulecia określały stosunki międzynarodowe był korzystny bilans handlowy jako kluczowy element w powiększeniu przez dany kraj swoich zasobów metali szlachetnych. Kraj powinien eksportować więcej dóbr i usług niż importować, oczywiście o ile nie był w stanie zwyczajnie wytwarzać dużych ilości własnych metali szlachetnych. Przykładowo, Anglia założyła kolonie na półkuli zachodniej po części aby posiadać własne źródło drewna i nie musieć kupować go w obszarze bałtyckim. Było to ważne dla przemysłu stoczniowego, a więc w tworzeniu potęgi morskiej. Merkantylizm był siłą napędową kolonializmu, w myśl zasady twierdzącej, że wielkie imperium to klucz do bogactwa.
Podstawowym dogmatem merkantylizmu było twierdzenie, że eksportowanie materiałów surowych lub niewykończonych jest szkodliwe dla kraju (narodu), ponieważ więcej bogactwa można by uzyskać z ich przemysłowego przetwarzania w kraju (twierdzenie to jest charakterystyczne przede wszystkim dla ekonomicznego nacjonalizmu – dogmatu, w który przeistoczył się klasyczny merkantylizm). Dlatego np. Anglia zabroniła eksportu niewykończonych tkanin do Holandii.
Jako zła postrzegana była również zależność od handlu zagranicznego. Aby sobie z nią poradzić, Anglia wprowadziła Akty Nawigacyjne, które zabraniały wstępu do angielskich portów każdemu statkowi, który nie był angielski ani nie przewoził dóbr wyprodukowanych w kraju swego pochodzenia. Rezultatem tego było ograniczenie możliwości prowadzenia handlu przez kolonie brytyjskie z krajami innymi niż Anglia.
Europejski merkantylizm siedemnastego i osiemnastego wieku był również odpowiedzialny za wzrost konfliktów międzynarodowych w tamtym okresie. Uważano, że skoro poziom handlu światowego jest stały, to jedyną metodą zwiększenia handlu jednego kraju jest odebranie go innemu krajowi. Z teoriami merkantylistów można bezpośrednio łączyć niektóre wojny, jak np. angielsko-holenderskie czy francusko-holenderskie.
Jednym z najważniejszych zarzutów podnoszonych przeciw Wielkiej Brytanii pod koniec XVIII wieku przez rewolucjonistów amerykańskich było stosowanie ceł przez Wielką Brytanię. Teoria merkantylistyczna zakłada, że jeśli ktoś pragnie, aby jego imperium miało tak wiele złota jak tylko możliwe, to jego kolonie nie powinny płacić złotem za sprowadzane z zagranicy dobra. Restrykcje handlowe ograniczały więc handel z innymi potęgami, zmuszając kolonistów do nabywania wykończonych dóbr wyłącznie od rządzącego imperium i płacenia za nie cen na poziomie o wiele wyższym niż poziom efektywny według Adama Smitha.
Obecność małej, posiadanej przez Holandię i od czasów Hugona Grocjusza (który żył w latach 1583–1645) wspierającej ideę wolnego handlu karaibskiej wyspy Sint Eustatius odegrała ogromną rolę w późniejszej rewolucji. Wyspa ta była otwarta dla wszystkich i nie nakładała w ogóle żadnych ceł. Jej gubernator zdecydował się powitać salutem statek SS Andrew Doria, który pływał pod banderą Kongresu Kontynentalnego.

## Zmiana paradygmatu
Stopniowo kres dominacji merkantylizmu położył rozwój konkurencyjnych teorii ekonomicznych, w tym klasycznej szkoły ekonomii.
Liberalizm i merkantylizm u podstaw są skrajnie różne w kluczowej sprawie: podczas gdy merkantylizm zakładał, że wszyscy ludzie na świecie muszą konkurować o ograniczone bogactwo świata, Adam Smith uważał, że w bogactwie i handlu niekoniecznie musi być zwycięzca i przegrany (czyli, że są one, zgodnie z teorią gier, grą o sumie niezerowej) – co w pierwszym rzędzie oznacza, że skoro potrzeby są różne, zatem obie uczestniczące w transakcji strony mogą realnie zyskać, ponieważ wymienione w jej efekcie przedmioty przedstawiają dla swoich nowych właścicieli wyższą wartość. Bulionizm dyktował, że gdy jedna strona zarabia, to druga musi stracić (co jest zgodne z założeniem gry o sumie zerowej); podczas gdy Smith uważał, że złoto to tylko żółta skała, której wartość wynika z rzadkości. Obecnie większość ekonomistów zgadza się ze Smithem.

## Czołowi przedstawiciele nurtu
- Thomas Mun (1571-1641) – zwolennik regulacji handlu zagranicznego przez rząd, w celu utrzymania dodatniego bilansu handlowego oraz przypływu złota i srebra dla równoważenia tego bilansu.
- William Petty (1623-1687) – prekursor statystycznych technik mierzenia zjawisk społecznych i zmiennych ekonomicznych.
- Bernard de Mandeville (1670-1733) – głosiciel klasycznej tezy merkantylistycznej, że celem społeczeństwa jest produkcja, a nie konsumpcja. Zwolennik dużej liczby ludności i pracy dzieci, co jego zdaniem miało doprowadzić do niskiego poziomu płac, a to w konsekwencji miało być korzystne z punktu widzenia eksportu i handlu zagranicznego celem utrzymania dodatniego bilansu handlowego.
- David Hume (1711-1776) – liberalny merkantylista, twierdził, że gospodarka nie jest zdolna do permanentnego utrzymywania korzystnych bilansów handlowych. Ponadto wbrew nurtowi klasycznemu uważał, że stopniowe zwiększanie podaży pieniądza prowadziłoby do wzrostu popytu.

## Dziedzictwo merkantylizmu
Elementy teorii merkantylistycznej pozostawały przez lata w dyskursie ekonomicznym. Do dziś nikt nie może zaprzeczyć, że na świecie istnieje ograniczona ilość złota. Przykładowo, główną motywacją japońskiego ekspansjonizmu z czasów II wojny światowej była potrzeba uzyskania kontroli nad zasobami naturalnymi, takimi jak minerały, drewno i kauczuk, których brak był dotkliwie odczuwany na Wyspach Japońskich.
Zimnowojenny populizm Ameryki Łacińskiej oraz programy ekonomiczne zastępowania importu (ang. import substitution), wraz z minionymi i obecnymi teoriami marksistowskimi opierają się na przekonaniu, że kolonialne struktury gospodarcze funkcjonują nadal tam gdzie eksporterzy surowców spierają się z tymi, którzy są eksporterami dóbr przetworzonych (przykładowo, produkt wytworzony przez korporację McDonald’s, w pewnym sensie jest dobrem przetworzonym).
Ekonomista John Maynard Keynes również widział w merkantylizmie wiele dobrego. Podczas gdy Adam Smith odrzucał pogląd, że kruszec to coś więcej niż zwykły towar, Keynes uważał napływ złota i srebra za korzystny. Twierdził on, iż większe rezerwy złota będą prowadzić do zwiększonych pożyczek i niższych stóp procentowych, co w sumie będzie stymulować wzrost oraz wspomagać rządowe pożyczki. Keynes przyjął również zasadniczy pogląd merkantylizmu twierdzący, że interwencje rządu (interwencjonizm państwowy) w gospodarce są koniecznością. Niektóre partie polityczne przyjęły teorie Keynesa, które weszły w życie w ramach wprowadzonego w USA przez Prezydenta USA Franklina Delana Roosevelta programu Nowego Ładu (ang. New Deal), w tzw. III Rzeszy przez NSDAP Adolfa Hitlera, a w Wielkiej Brytanii – przez rząd (BPT) laburzystów po II wojnie światowej.
Teoria merkantylistyczna ma również wpływ na koncepcję twierdzącą, że nadwyżka handlowa jest automatycznie dobra, podczas gdy deficyt handlowy – automatycznie zły. Niektórzy ekonomiści twierdzą, iż japońska polityka handlowa w latach 70 XX w. i 80 XX w. była w dużej mierze oparta na koncepcjach merkantylistycznych, i że była ona jedną z przyczyn stagnacji gospodarczej Japonii w latach 90 XX w.

## Merkantylizm w Polsce
W XVI oraz XVII wieku w Polsce kilku pisarzy prezentowało poglądy podobne do merkantylistycznych. Wśród tych, którzy w swoich rozważaniach zbliżyli się najbardziej do teorii głoszonych przez hiszpańskich oraz angielskich reprezentantów tego nurtu, należy wyróżnić Mikołaja Reja. W swoich uwagach odnośnie do obfitości bogactw Polski zawarł stwierdzenie, iż dodatni bilans handlowy wpływa pozytywnie na rozwój kraju. Zwracał on jednak szczególną uwagę na udział płodów rolnych w eksporcie.
Poglądy merkantylistyczne w Polsce głosili m.in. Aleksander Fredro, Wojciech Gostkowski, P. Grabowski, Jan Grodwagner, Mikołaj Kopernik i S. Zaremba.